# Effet de la roue de chariot
Pour les articles homonymes, voir Roue (homonymie).
L'effet de la roue de chariot (également appelé effet stroboscopique) est une illusion d'optique dans laquelle une roue à rayons semble tourner différemment de sa véritable rotation. Ainsi, la roue peut sembler tourner plus lentement que la vraie rotation, elle peut sembler stationnaire ou elle peut même sembler tourner dans le sens opposé à la vraie rotation. Cette dernière forme de l'effet est parfois appelée effet de rotation inverse. Cet effet est généralement expliqué par une perception du mouvement (en) appelée effet bêta.
Cet effet est le plus souvent observé dans les représentations cinématographiques ou télévisuelles de diligences ou de wagons dans les westerns, bien qu'il soit également visible sur les enregistrements de tout objet rotatif à rayons réguliers, comme les rotors d'hélicoptère, les hélices d'avion et les publicités automobiles. Sur ces supports enregistrés, l'effet est le résultat d'un crénelage temporel. On peut également le voir lorsqu'une roue en rotation est éclairée par une lumière scintillante. Ces formes de l'effet sont connues sous le nom d'effets stroboscopiques : la rotation douce originale de la roue n'est visible que par intermittence. Une version de l'effet de roue de wagon peut également être vue sous un éclairage continu.

## Dans des conditions stroboscopiques

Lorsque la "caméra" accélère vers la droite, les objets accélèrent d'abord en glissant vers la gauche. A mi-chemin, ils semblent soudainement changer de direction mais continuent d'accélérer à gauche, en ralentissant.

Les conditions stroboscopiques garantissent que la visibilité d'une roue en rotation est divisée en une série de brefs épisodes au cours desquels son mouvement est soit absent (dans le cas des caméras), soit minime (dans le cas des stroboscopes), interrompu par des épisodes plus longs d'invisibilité.
Une caméra analogique qui enregistre des images sur pellicule fonctionne généralement à 24 images par seconde tandis que les caméscopes numériques fonctionnent à 25 images par seconde (PAL; normes européennes), ou à 29,97 images par seconde (NTSC ; normes nord-américaines). Un téléviseur standard fonctionne à 59,94 ou à 50 images par seconde (une image vidéo est constituée de deux images distinctes). Le comportement de l'obturateur de la caméra influence le crénelage, car la forme globale de l'exposition dans le temps détermine la limitation de bande du système avant l'échantillonnage, un facteur important dans le crénelage. Un filtre anti-crénelage temporel peut être appliqué à une caméra pour obtenir une meilleure limitation de bande et réduire l'effet de roue de wagon. Un stroboscope peut généralement avoir sa fréquence réglée sur n'importe quelle valeur. Les éclairages artificiels modulés temporellement lorsqu'ils sont alimentés en courant alternatif, tels que les lampes à décharge de gaz, scintillent à deux fois la fréquence de la ligne électrique (par exemple 100 fois par seconde sur une ligne de 50 cycles). Dans chaque cycle de courant, la puissance atteint deux pics (une fois avec une tension positive et une fois avec une tension négative) et passe deux fois à zéro, et la puissance lumineuse varie en conséquence. Dans tous ces cas, une personne voit une roue en rotation dans des conditions stroboscopiques.
L'effet de roue de wagon est exploité dans certaines tâches d'ingénierie, telles que le réglage de la synchronisation d'un moteur. Cela se fait également dans certaines platines pour disques vinyles. Comme la hauteur de reproduction de la musique dépend de la vitesse de rotation, ces modèles ont des marquages réguliers sur le côté du plateau tournant. La périodicité de ces marquages est calibrée de manière que, sous fréquence réseau locale (50 Hz ou 60 Hz), lorsque la rotation a exactement la vitesse souhaitée de 33 + 1/3 tr/min, ils apparaissent statiques.